# Капи ага
Капи ага (турски: Kapı ağası, "Ага од врата") био је глава слугу евнуха османских Сераглија до краја 16. века, када је ово место је преузео Кизлар ага. У поређењу са другом титулом, познатом и као Главни црни евнух, јер су њени носиоци извучени од црних афричких робова, Капи Ага је такође познат и као Главни бели евнух.

## Историја
Ага је заузимао позицију десно од капије и имао је дужност да контролише улаз у Унутрашњи двор и да преноси султанове наредбе својим службеницима, чинећи га, по речима османисте Халила Иналџика, "јединим посредником између султана и света изван палате". Дужности Капи аге и његових белих евнуха такође су укључивале вођење дворске школе, чији су дипломци потом постајали административна елита царства. Постојала је и посебна џамија за потребу ових аги.
Титула Капи аге била је утицајна, носилац је постао блиски саветник султана и могао је одиграти одлучујућу улогу у царском наслеђу. Носиоци су имали чин везира и имали су предност тек након великог везира и шејхул-ислама. У доба свог процвата у 15. и 16. веку, Капи Ага се по важности такмичио са великим везиром. Ипак, и за разлику од његових аналога у другим исламским државама, који се обично означавају варијантама титуле хаџиб, носиоци ове функције никада нису проширили своју моћ до те мере да се могу мерити са султановом.
Титула Капи аге је достигла свој врхунац у време владавине Сулејмана Величанственог (1520–1566), када су његови носиоци постали управитељи добротворних фондација и задужбина (вакифа) одређених за одржавање два света града ислама, Меке и Медине и од преко седамдесет великих џамија. За то време, носиоци функција су се упустили у отворено ривалство са великим везирима за контролу над државним пословима. Убрзо након тога, међутим, под утицајем жена царског харема, Капи агу је престигао Кизлар ага, који је надгледао харем. Кизлар ага је постао независан од Капи аге 1587. године, преузео је контролу над харемом и брзо се уздигао до високог званичника палате. Касније је положај Капи аге и његов значај све више и више опадао.